# Мойылды (Павлодарская область)
Мойылды (до 2017 г. — Муялды) — село, грязевой курорт в Павлодарской области Казахстана. Находится в подчинении городской администрации Павлодара. Административный центр и единственный населённый пункт Муялдинского сельского округа. Код КАТО — 551047100.

## География
Расположено в 17 км от Павлодара, в западной части Кулундинской степи.
Климат резко континентальный, лето тёплое (средняя температура июля 21 °C), зима холодная (средняя температура января −18 °C); осадков 260 мм в год.
Лечебные средства: иловая грязь и горько-солёная рапа озера Муялды. Лечение больных с заболеваниями органов движения и опоры, гинекологическими, нервной системы. Санаторий, грязелечебница.

## Население
В 1999 году население села составляло 850 человек (385 мужчин и 465 женщин). По данным переписи 2009 года, в селе проживало 810 человек (391 мужчина и 419 женщин).